# Leichtathletik-Weltmeisterschaften 2023/Teilnehmer (Pakistan)
| Goldmedaillen | Silbermedaillen | Bronzemedaillen |
| ------------- | --------------- | --------------- |
| —             | 1               | —               |

Der Leichtathletikverband von Pakistan hat für die Leichtathletik-Weltmeisterschaften 2023 in Budapest einen Sportler gemeldet.

## Ergebnisse

### Männer

#### Sprung/Wurf
| Athlet        | Disziplin | Qualifikation | Qualifikation | Finale     | Finale |
| Athlet        | Disziplin | Weite/Höhe    | Platz         | Weite/Höhe | Platz  |
| ------------- | --------- | ------------- | ------------- | ---------- | ------ |
| Arshad Nadeem | Speerwurf | 86,79 m SB    | 2             | 87,82 m SB | Silber |